# Maksymilian Klepacki
Maksymilian Klepacki (ur. 14 listopada 1998) – polski lekkoatleta specjalizujący się w biegach sprinterskich. Medalista mistrzostw Polski. 

## Osiągnięcia
Opracowano na podstawie:
| Rok  | Impreza                   | Miejsce | Konkurencja             | Pozycja    | Wynik   |
| ---- | ------------------------- | ------- | ----------------------- | ---------- | ------- |
| 2022 | Halowe mistrzostwa świata | Belgrad | sztafeta 4 × 400 metrów | 4. miejsce | 3:07,81 |
| 2022 | Mistrzostwa świata        | Eugene  | sztafeta 4 × 400 metrów | 9. miejsce | 3:02,51 |

Rekordy życiowe:
- bieg na 400 metrów (stadion) – 46,09 (19 czerwca 2022, Gliwice),
- bieg na 400 metrów (hala) – 46,86 (26 lutego 2022, Toruń).